# Ден, Карл Иоакимович фон
Карл Иоакимович фон Ден (1877, Ревель — 1932) — российский военный морской офицер.

## Биография
Родился 28 февраля 1877 года в Ревеле в дворянской лютеранской семье.
В 1897 году окончил Морской кадетский корпус, произведён в мичманы, назначен на суда Эскадры Тихого океана.
Участвовал в подавлении восстания ихэтуаней.
В 1905 году, будучи командиром миноносца «Щука», принимал участие в русско-японской войне. В конце года переведён в элитный Гвардейский экипаж, в составе которого проходил службу на Императорских яхтах «Царевна» и «Александра».
В 1913 году, в звании капитана 2 ранга, назначен командиром эскадренного миноносца «Войсковой», затем был последним командиром легендарного «Варяга», выкупленного Россией в феврале-марте 1916 года у Японии.
Незадолго до начала февральской революции в звании капитана 1-го ранга отбыл в Англию.
Умер в Польше.

### Семья
Жена — Юлия (Лили) Александровна фон Ден, урождённая Селим Бек Смольская (27.7.1885, Ревовка Александройского уезда Херсонской губернии — 8.10.1963, Рим), подруга императрицы Александры Фёдоровны.
Дети:
- Александр Карлович фон Ден (крестник императрицы (9.08.1908 — 1974, Каракас, Венесуэла), владел компанией пишущих машинок «Ремингтон». Дети: Чарльз Александр фон Ден, Барбара фон Ден, Эвелина Карина Александра фон Ден, Мария фон Ден.
- Катарина Карловна фон Ден (7.12.1919, Лондон – 1937, Каракас, Венесуэла)
- Мария Ольга Карловна фон Ден (Мери Хэппи) (12.04.1924, Сурбитон, Большой Лондон, Англия – 2007). Ее дочери — Джоан Александра и Марина Юлия.

## Награды
- Награждён орденом Св. Георгия 4-й степени (24 августа 1900): «В воздаяние примерной храбрости и самоотвержения, оказанной при защите в течение свыше 2-х месяцев Императорской миссии в Пекине от нападений китайских мятежников»[4].
- Также награждён другими орденами Российской империи.

## Память
Один из героев романа Валентина Пикуля «Моонзунд» и его одноимённой экранизации. Исследователи отмечают, что образ фон Дена в романе и фильме не соответствовал действительности: по их сюжету, К. фон Ден командовал эсминцем «Новик» (чего не было в действительности), в его знаменитом бою 4 августа 1915 года с двумя германскими эсминцами струсил и пытался сдать корабль немцам, отстранён преданными присяге офицерами от командования, а после боя они же заставили его застрелиться.